# بوب ويندل
بوب ويندل (بالإنجليزية: Bob Windle) (و. 1944  م) هو سباح  أسترالي، ولد في سيدني، شارك في الألعاب الأولمبية الصيفية 1968، وسباحة في الألعاب الأولمبية الصيفية 1964 – رجال 4 × 100 متر سباحة حرة تناوب ‏، وسباحة في الألعاب الأولمبية الصيفية 1968 – رجال 4 × 100 متر سباحة حرة تناوب ‏، وسباحة في الألعاب الأولمبية الصيفية 1964 – رجال 1500 متر سباحة حرة ‏، والألعاب الأولمبية الصيفية 1964، والألعاب الأولمبية الصيفية 1960، وسباحة في الألعاب الأولمبية الصيفية 1968 – رجال 4 × 200 متر سباحة حرة تناوب ‏.

## التعليم
تعلم في جامعة إنديانا، وتعلم في Marist College Kogarah ‏
.

## جوائز
حصل على جوائز منها:
قاعة مشاهير السباحة العالمية ‏